# Miroslav Kamas
Miroslav Kamas (* 7. října 1972, Vsetín) je bývalý československý fotbalista, obránce.

## Fotbalová kariéra
Jako mládežník začal v rodném Vsetíně, odkud putoval do Zlína. Poté hrál ve Vítkovicích, odtud přestoupil do pražské Sparty. Zde hrál převážně v třetiligovém béčku.

### Seniorská kariéra
Hrál za FC Union Cheb, FC Kaučuk Opava a ve druhé lize za FC Dolní Kounice. V československé a české lize nastoupil v 201 utkáních a dal 2 góly. Jako amatér působil v Rožnově, Kateřinicích a Semetíně. V posledních dvou zmíněných působil i jako hrající trenér.

## Ligová bilance
| Ročník                                   | Zápasy | Góly | Klub            |
| ---------------------------------------- | ------ | ---- | --------------- |
| 1. československá fotbalová liga 1991/92 | 9      | 0    | SKP Union Cheb  |
| 1. česká fotbalová liga 1993/94          | 29     | 1    | FC Union Cheb   |
| 1. česká fotbalová liga 1994/95          | 24     | 0    | FC Union Cheb   |
| 1. česká fotbalová liga 1995/96          | 23     | 1    | FC Kaučuk Opava |
| 1. česká fotbalová liga 1996/97          | 28     | 0    | FC Kaučuk Opava |
| 1. Gambrinus liga 1997/98                | 24     | 0    | FC Kaučuk Opava |
| 1. Gambrinus liga 1998/99                | 27     | 0    | FC Kaučuk Opava |
| 1. Gambrinus liga 1999/00                | 27     | 0    | FC Kaučuk Opava |
| CELKEM                                   | 201    | 2    |                 |